# فريتز غروبا
فريتز غروبا (بالألمانية: Fritz Grobba)‏ Fritz Grobba (1886 - 1973 م) هو دبلوماسي ألماني عمل في فترة ما بين الحربين العالميتين والحرب العالمية الثانية.
اعتنق الإسلام وعمل دبلوماسيًا في كل من السعودية والعراق.

## روابط خارجية
- فريتز غروبا على موقع مونزينجر (الألمانية)